# Rhabdotis mopti
Rhabdotis mopti är en skalbaggsart som beskrevs av Legrand 2011. Rhabdotis mopti ingår i släktet Rhabdotis och familjen Cetoniidae. Inga underarter finns listade i Catalogue of Life.